# Marius Popa
Marius Cornel Popa (Oradea, Rumanía, 31 de julio de 1978) es un futbolista rumano. Juega de portero y su equipo actual es el FC Universitatea Cluj de la Liga I de Rumania.

## Biografía
Popa empezó su carrera futbolística en las categorías inferiores de un equipo de su ciudad natal, el FC Oradea, hasta que en 1998 debuta con el primer equipo del club en un partido de la Liga II.
En 2000 ficha por el Nacional de Bucarest. Con este equipo debuta en la Liga I. Fue el 3 de mayo en un partido contra el FC Oneşti. En la temporada 01-02 consigue con su club el subcampeonato liguero. Al año siguiente llega a la final de Copa, trofeo que finalmente se adjudicó el Dinamo de Bucarest al imponerse en la final por un gol a cero.
En 2005 ficha por su actual club, el FCU Politehnica Timişoara. En 2007 alcanza con su equipo la final de Copa, final que ganó el Rapid de Bucarest por dos goles a cero.

### Selección nacional
Ha sido internacional con la Selección de fútbol de Rumania en 2 ocasiones. Su debut como internacional se produjo el 26 de marzo de 2007 en el partido: Rumania 3 - 0 Rusia.
Fue convocado para participar en la Eurocopa de Austria y Suiza de 2008. El portero titular de Rumania, Bogdan Lobonţ, jugó todos los encuentros, así que Popa no logró debutar en esa competición.

## Clubes
| Club                      | País    | Año       |
| ------------------------- | ------- | --------- |
| FC Oradea                 | Rumania | 1998-2000 |
| Nacional de Bucarest      | Rumania | 2000-2005 |
| FCU Politehnica Timişoara | Rumania | 2005-2009 |
| FC Internaţional Arges    | Rumania | 2009-2010 |
| CS Pandurii Târgu Jiu     | Rumania | 2010      |
| FC Universitatea Cluj     | Rumania | 2011-     |